# 二本の剣
『二本の剣』はHBO(日本ではスター・チャンネルが放送)のファンタジー・ドラマ・シリーズである『ゲーム・オブ・スローンズ』の第4章『戦乱の嵐-後篇-』の第1話である。プロデューサーでもあるデイヴィッド・ベニオフ と D・B・ワイスによって、原作『剣嵐の大地』に基づいて脚本が書かれ、ワイスが監督した。タイトルは、エダード・スターク所持のスターク家代々のヴァリリア鋼の大剣を溶かして作られた二振りの剣を指す。
ドーンから領主の弟のオベリン・マーテルがキングズランディングにやって来る。デナーリスの軍はミーリーンに向かう途中、磔にされた奴隷の死体に出迎えられる。ハウンドに連れて旅するアリアは友の復讐を果たし、自分の剣を取り戻す。

## あらすじ

### キングズランディング
タイウィン・ラニスター(チャールズ・ダンス)は、没収したスターク家代々のヴァリリア鋼の大剣”アイス”を溶かして二振りの剣を作らせる。一振りは、新任の〈王の盾〉総帥であり、左腕での剣の扱い方を学ぶ、息子のジェイミー(ニコライ・コスター＝ワルドー)に贈る。タイウィンは、ジェイミーに〈王の盾〉を辞め、キャスタリーロックに帰って自分の代わりに治めろと命じるが、ジェイミーは拒否して立ち去る。市壁の外で、ティリオン(ピーター・ディンクレイジ)と従者のポドリック・ペイン、そして騎士になった元傭兵のブロン(ジェローム・フリン)は、王の婚儀に出席するドーンの領主ドーラン・マーテルの到着を待っているが、弟のオベリン・マーテル(ペドロ・パスカル)が代理となり、既にキングズランディングに着いていると聞かされる。ティリオンがピーター・ベイリッシュ公の売春宿を探すと、オベリンは早くももめ事を起こし、 ラニスター家の兵士に怪我をさせている。オベリンは、姉のエリアとその二人の子の死の復讐をするためにキングズランディングに来たと言う。かつてエリアの夫で王位継承者のプリンス・レイガー・ターガリエンはロバート王に殺され、キングズランディングはタイウィンの軍に陥落した。オベリンは、略奪の間にエリアを強姦して殺したと噂される”マウンテン”グレガー・クレゲインを殺すことを望む。シェイ(シベル・ケキリ)はサンサ(ソフィー・ターナー)に食事をとらせようと報われない努力をしている。サンサは、兄ロブの死骸にそのダイアウルフの頭が縫い付けられ、母キャトリンの喉が骨まで斬り裂かれて死体が川に投げ込まれたと聞いて以来、食事ができず眠れないとティリオンに言う。ティリオンは、二人に起きたこと(『キャスタミアの雨』)は酷い犯罪だと認める。サンサが〈神々の森〉に行った後でティリオンは自室に戻り、再び関係を持とうとするシェイの誘いを断るが、その言い争いがサンサの他の侍女に聞かれてしまう。
ジェイミーはクァイバーンに黄金のメッキがされた鋼の義手をつけてもらう。クァイバーンが去った後、ジェイミーと双子の姉のサーセイ (レナ・ヘディ)は二人の関係について話すが、そこにサンサの侍女が女王に情報を持ってくる。 レディ・オレナ・タイレル(ダイアナ・リグ)と孫のマージェリー・タイレル(ナタリー・ドーマー)が庭で婚儀の計画を立てているところにブライエニー(グェンドリン・クリスティー)がやって来てマージェリーと話がしたいと言い、レンリー公が殺された時の様子(『ハレンの巨城』)を話す。ジョフリーは、〈ブラックウォーターの戦い〉の時にジェイミーがいなかったことを責め、年齢と右腕のないこと、そして〈王の盾〉の一員としての手柄がないことをからかう。後にブライエニーは、ジェイミーにスターク家の娘たちを返す誓いを守るよう請うが、キャトリンの死とサンサとティリオンの結婚によって、その誓いは複雑になっているとジェイミーは言う。〈神々の森〉を離れようとする時、サンサはかつての騎士で現在は道化のドントス・ホラードに話しかけられる。ドントスはジョフリーの命名式で命を救ってくれた(『王の乱立』)サンサに感謝し、その徴として母親の首飾りを贈る。

### 〈北部〉
マンス・レイダーの命令を待つ間、次の行動についてイグリット(ローズ・レスリー)と〈巨人殺しのトアマンド〉は言い争うが、そこに人食いのゼン族が現れる。〈黒の城〉(カースル・ブラック)では、ジョン・スノウ(キット・ハリントン)がアリザー・ソーン、ジャノス・スリント、そしてメイスター・エイモンの裁きを受ける。ジョンはクォリン・ハーフハンドを殺し、イグリットと寝たことを認めるが、〈野人〉の計画を学んだことも明らかにする。スリントは、裏切り者としてジョンを処刑しようとし、ジオー・モーモント総帥の死後に代理を務めるソーンもまた同意しようとするが、メイスター・エイモンがジョンを釈放する。

### 狭い海の向こう側
ダーリオ・ナハーリス(マイケル・ユイスマン)とグレイ・ワームの賭け事を止めさせ、ドラゴンの残酷な性質を見たあと、デナーリス・ターガリエン(エミリア・クラーク)は、奴隷商人湾の3大都市の最後の都市であるミーリーンに軍を向ける。道すがらダーリオはデナーリスに愛を語り、この土地を支配したいならば解放する奴隷の生活や文化を学ばなければならないと警告する。1マイルごとの塚に釘付けされた奴隷の少女の死体を見て、軍は立ち止まる。163人の子供の奴隷が殺され、1マイルごとに死体が飾られている。デナーリスは、死んだ子供の顔をすべて見ようと決心する。

### リヴァーランド
“ハウンド” サンダー・クレゲイン(ロリー・マッキャン)は、〈谷間〉にいる叔母のライサにアリア(メイジー・ウィリアムズ)の身代金を貰いに行くと言う。宿屋で二人は”マウンテン”グレガー・クレゲインの兵士に出くわす。アリアは、仲間のロミーを殺し自分の剣〈針〉を盗んだポリヴァーの顔に気づく。入口に走ろうとしてハウンドに止められるが、兵士に見つかって二人は宿屋に入る。他の兵士はハウンドを怖がるが、ポリヴァーは話をしようとする。侮辱を交わしあった後、戦いが始まり、ハウンドは兵士の大部分を殺す。アリアはポリヴァーから〈針〉を取り戻し、ポリヴァーがかつてロミーを殺したのと同じように(『鉄の決意』)ポリヴァーを殺す。二人は宿屋から立ち去り、アリアは盗んだポニーに乗る。マウンテンの部下たちに荒らされたリヴァーランドの風景が見られる。

## 製作
本エピソードは脚本家チーム二人によって監督されたが、全米監督協会の規則により、D・B・ワイスだけがクレジットされた。

### 脚本
原作第二部『王狼たちの戦旗』第18、65章および原作第三部『剣嵐の大地』の第32、38、48、57、62、69、74章に基づいて、プロデューサーでもあるデイヴィッド・ベニオフ と D・B・ワイスが脚本を書いた。

### キャスティング
本エピソードから、ダーリオ・ナハーリスの俳優がEd Skreinから マイケル・ユイスマンに代わっている。ドーンのプリンス・オベリン・マーテル役として、スペイン語圏であるチリ出身のペドロ・パスカルがキャスティングされている。スペインがドーンのモデルとなっているためである。

## 評判

### 視聴者数
初回放送は664万人が見て、同夜の再放送も加えれば820万人が見た。これはザ・ソプラノズ 哀愁のマフィア以来のHBOの記録を破った。

## 参照
1. ↑  Kondolojy, Amanda (2014年4月8日). “Sunday Cable Ratings: 'Game of Thrones' Wins Night + 'The Real Housewives of Atlanta', 'Silicon Valley', 'Married to Medicine' & More”. TV by the Numbers. 2014年4月8日閲覧。
2. ↑  Kondolojy, Amanda (2014年4月7日). “'Game Of Thrones' Season Four Premiere Sets New Series Record”. TV by the Numbers. 2014年4月7日閲覧。
3. ↑  Hibberd, James (2014年4月7日). “'Game of Thrones' gets record ratings: Biggest audience since 'Sopranos' finale”. EW.com. 2014年4月10日閲覧。